# Little Dreamer
Little Dreamer es un álbum del músico y compositor británico de blues rock Peter Green, fundador de Fleetwood Mac y miembro de la banda desde 1967 hasta 1970. Se lanzó en 1980, siendo su tercer álbum en solitario.
La mayoría de las canciones fueron compuestas por el hermano de Green, Mike.

## Lista de canciones
1. "Loser Two Times" (Mike Green) - 4:34
2. "Momma Don'tcha Cry" (M. Green) - 3:26
3. "Born Under A Bad Sign" (Booker T. Jones, William Bell) - 3:01
4. "I Could Not Ask For More" (M. Green) - 5:02
5. "Baby When The Sun Goes Down" (M. Green) - 5:39
6. "Walkin' The Road" (M. Green) - 3:52
7. "One Woman Love" (M. Green) - 5:34
8. "Cryin' Won't Bring You Back" (M. Green) - 5:09
9. "Little Dreamer" (Peter Green, M. Green) - 7:01

## Personal
- Peter Green - guitarra, voz, armónica
- Ronnie Johnson - guitarra rítmica
- Roy Shipston - órgano
- Paul Westwood - bajo
- Dave Mattacks - batería
- Morris Pert - percusión
- Peter Vernon-Kell - piano
- Pam Douglas - coros en temas 1 y 5
- Carol Ingram - coros en temas 1 y 5
- John 'Rhino' Edwards - bajo en pista 5
- Kuma Harada - bajo en pista 7

## Producción
- Producido por Peter Vernon-Kell
- Grabación y mezclas - Mike Cooper
- Grabado en Rock City Studios, Shepperton, Londres
- Mezclado en Utopia Studios, Londres